# Tramlijn 14 (Amsterdam)
 Tramlijn 14 is een tramlijn in Amsterdam op de route Centraal Station – Dam – Plantage – Mauritskade – Borneostraat – Javaplein - Insulindeweg – Muiderpoortstation – Linnaeusstraat.

## Beknopte geschiedenis

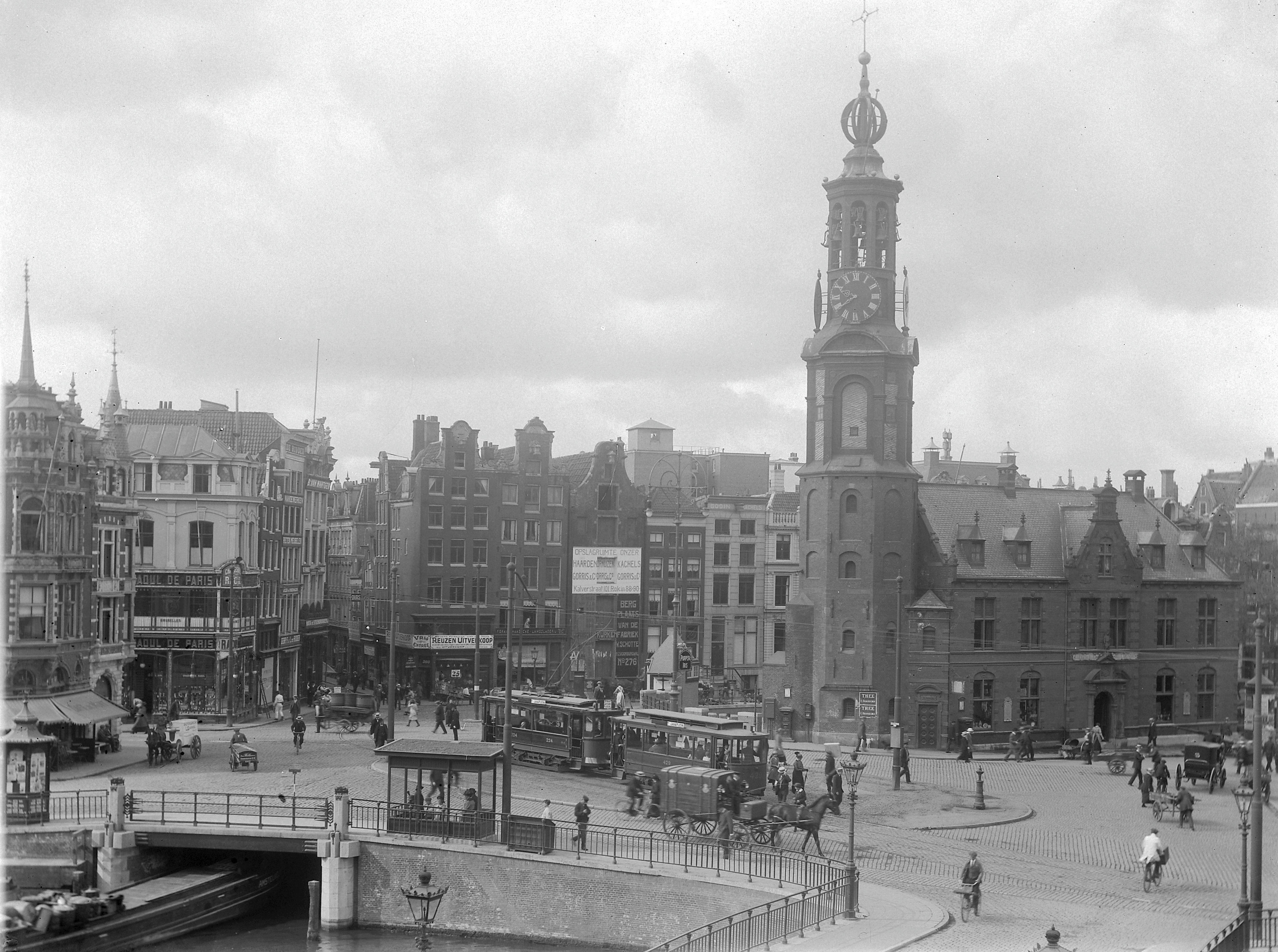
Het Muntplein, met de Munttoren en een tram van lijn 14, gezien vanaf de Nieuwe Doelenstraat naar de nog niet verbrede Vijzelstraat; circa 1915.

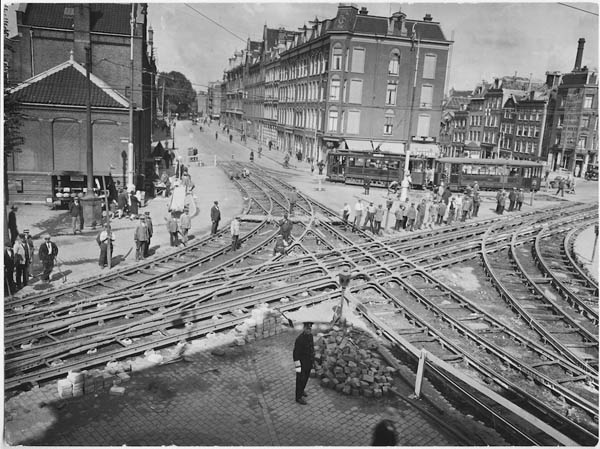
De eerste tramlijn 14 gebruikte tussen 1910 en 1942 een verbindingsboog tussen de Marnixstraat en Rozengracht, zoals hier te zien tijdens werkzaamheden t.b.v. spoorvernieuwing in 1928. Deze boog is na de oorlog verdwenen.

### Eerste lijn 14
De Amsterdamse tramlijn 14 was de eerste die werd ingesteld na de grote elektrificatie van de jaren 1900-'06. Deze lijn ging rijden op 26 mei 1910. De route was: Van Hallstraat – Van Limburg Stirumstraat – Nassaukade – Marnixstraat – Rozengracht – Raadhuisstraat – Dam. De lijn was de opvolger van een experimentele buslijn 14 die van 7 april 1908 tot 25 juni 1908 door de Gemeentetram Amsterdam op proef was ingesteld tussen de van Hallstraat, Marnixplein, Westerstraat en Dam maar de proef mislukte.  
In 1915 werd lijn 14 verlengd via Rokin – Rembrandtplein – Waterlooplein – Muiderstraat – Plantage Middenlaan – Alexanderplein – Mauritskade – Zeeburgerdijk – Borneostraat – Javaplein (Indische buurt). Hiermee ging lijn 14 de voor deze lijn kenmerkende verbinding tussen Raadhuisstraat en Rokin via de Dam berijden. In 1928 volgde de verlenging naar de Molukkenstraat.
In 1932 verliet lijn 14 de Indische buurt doordat de route werd verlegd naar de Linnaeusstraat. In 1940 volgde een verlegging naar de Eerste Van Swindenstraat.
Wegens personeelsschaarste in de Tweede Wereldoorlog werd lijn 14 in 1942 opgeheven. Het traject naar de Staatsliedenbuurt werd overgenomen door Lijn 10.

### Sinds 1982

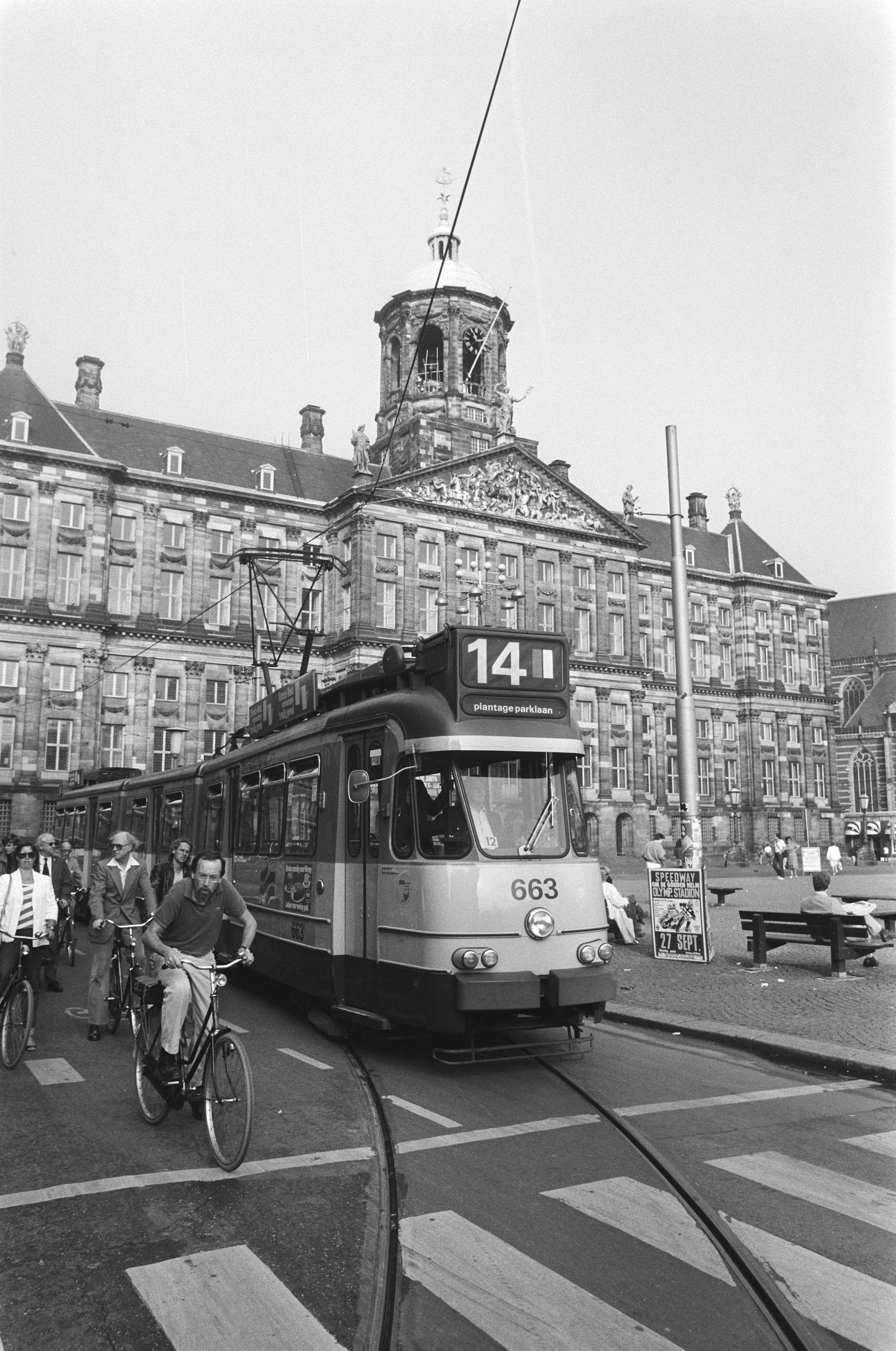
Tramlijn 14 na 40 jaar afwezigheid terug in het stadbeeld. 5G gelede wagen 663 op de Dam op 20 september 1982

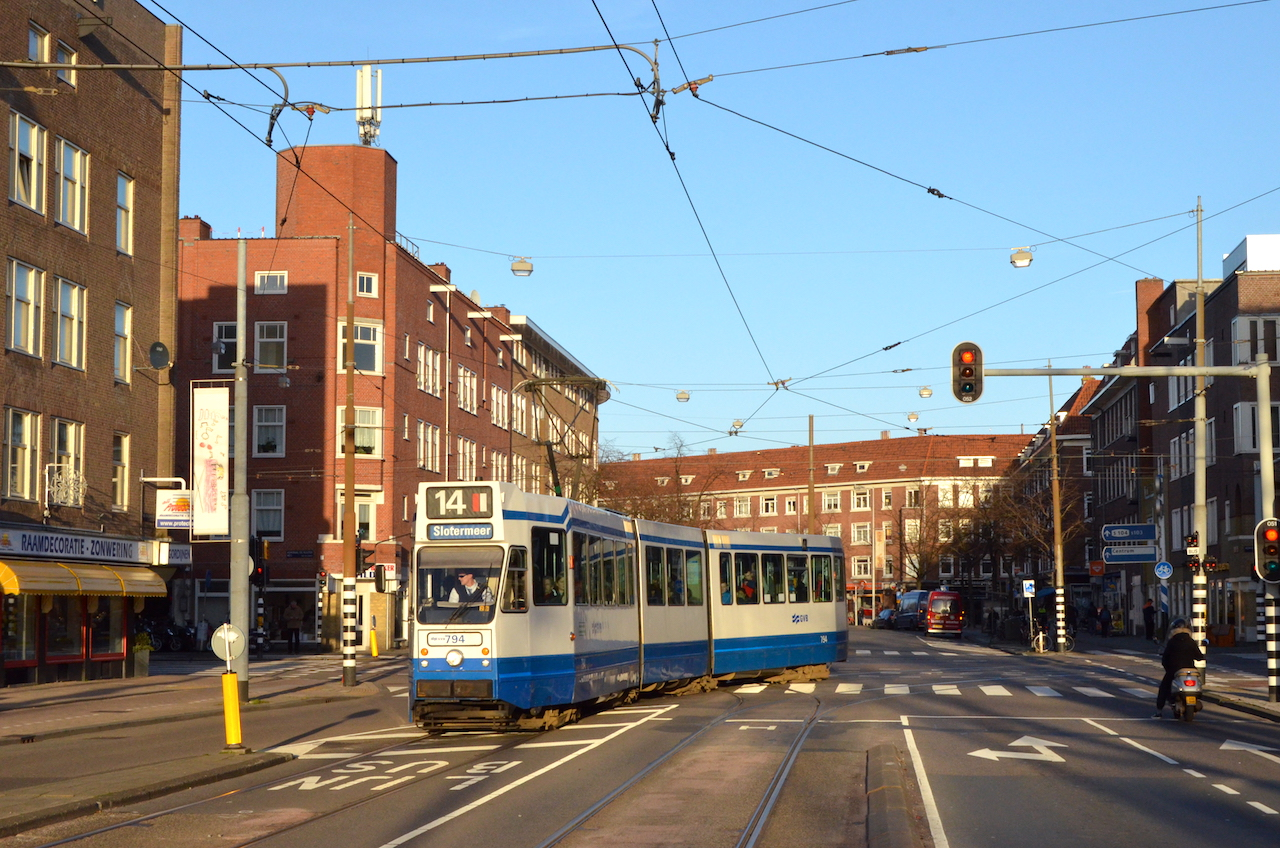
Gelede wagen 794 (serie 780-816) op lijn 14 op de Bos en Lommerweg; 9 december 2015. Foto: Erik Swierstra.

Pas veertig jaar later, op 20 september 1982, keerde lijn 14 terug in de straten van Amsterdam met de ingebruikname van de nieuwe trambaan over de Admiraal de Ruijterweg naar station Amsterdam Sloterdijk. Het westelijke traject was een vervanging van buslijn 14 die voor de tweede maal door een tramlijn werd vervangen en het oostelijke traject was een versterking van Lijn 9. De route werd nu: Molenwerf (Station Sloterdijk) – Admiraal de Ruijterweg – De Clercqstraat – Rozengracht – Raadhuisstraat – Dam – Rokin – Rembrandtplein – Waterlooplein – Muiderstraat – Plantage Middenlaan – Plantage Parklaan. In 1985 werd de verlenging via de Arlandaweg naar het nieuwe noordelijker gelegen Station Sloterdijk in gebruik genomen. Lijn 14 kreeg nu het eindpunt op het Orlyplein. In 1986 werd lijn 14 verder verlengd via Plantage Middenlaan – Alexanderplein – Mauritskade – Linnaeusstraat – Wijttenbachstraat – Muiderpoortstation – Insulindeweg – Flevopark.
In 1989 werd de nieuwe route vanaf de Admiraal de Ruijterweg via de Bos en Lommerweg naar het Bos en Lommerplein in gebruik genomen. Van hieraf nam lijn 14 de route over van lijn 13 via Burgemeester De Vlugtlaan – Slotermeerlaan – Sloterpark.
In mei 1997 kreeg lijn 14 een overstaphalte aan de Burgemeester De Vlugtlaan op de nieuw geopende metrolijn 50. De nabijgelegen halte Akbarstraat werd daarvoor verlegd. Deze halte lag vroeger ter hoogte van de Leeuwendalersweg even ten oostelijk van de huidige halte.
In 2004 nam lijn 14 de route van lijn 10 over op de route Alexanderplein – Mauritskade – Borneostraat – Molukkenstraat en verder weer naar Flevopark.
Sindsdien verbonden de tramlijnen 7 en 14 tot 2018 beide het Sloterpark met het Flevopark, de ene via het Leidseplein, de andere via de Dam. De lijnen 7 en 14 waren de langste tramlijnen van Amsterdam (12,5 km).
Op 22 juli 2018, de dag dat de exploitatie op de Noord/Zuidlijn startte, is lijn 14 ingekort tot Flevopark – Centraal Station en nam tussen Alexanderplein en het Centraal Station de route van lijn 9 over. Met de opheffing van lijn 14 ten westen van de Dam werden de sporen langs de Dam en in de Bos en Lommerweg tussen Admiraal de Ruijterweg en Hoofdweg per 22 juli 2018 tramloos. De niet meer door lijn 14 bereden sporen blijven beschikbaar voor omleidingen.
Op 8 december 2023 werd de lijn vanaf de Molukkenstraat verlegd over de Insulindeweg, langs Muiderpoortstation, Wijttenbachstraat en Linnaeusstraat en verder richting Centraal Station. De lus wordt alleen met de klok mee gereden. Als eindbestemming wordt op de wagens "Javaplein" getoond waar ook een korte eindpuntrust plaats vindt alvorens terug te rijden naar het Centraal Station waar de lange eindpuntrust is en wordt afgelost in het Noord-Zuid Hollandsch Koffiehuis.